# Eurhopalothrix spectabilis
Eurhopalothrix spectabilis är en myrart som beskrevs av Kempf 1962. Eurhopalothrix spectabilis ingår i släktet Eurhopalothrix och familjen myror. Inga underarter finns listade i Catalogue of Life.